# Sad

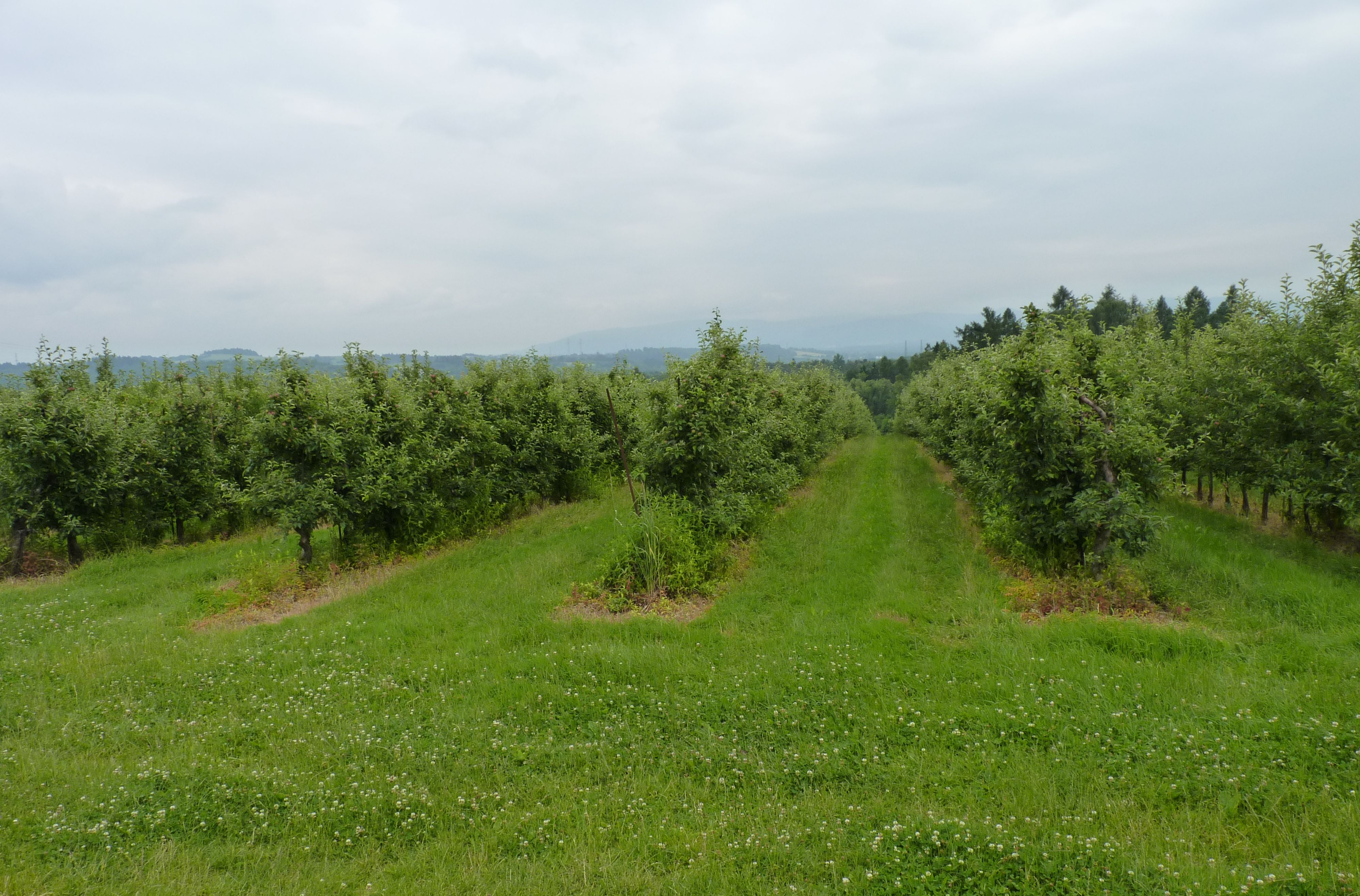
Jabloňový sad v Životicích u Havířova

Sad je ve svém původním významu specializovaná výsadba dřevin (někdy zahrada, historicky štěpnice), která je primárně uzpůsobena pro pěstování ovocných stromů a keřů. Může být zaměřena výhradně na produkci ovoce, sady ale mohou mít také svoji okrasnou, estetickou a rekreační funkci a mohou být takto upraveny okrasné parky. Takovou úpravu ovocných sadů jako ozdobných „ovocných zahrad“ prosazovala například Gertrude Jekyllová na začátku 20. století. V krajině (v extravilánu i v intravilánu) mají sady vliv na ekologii a krajinotvornou funkci, která může být velmi různá (negativní i pozitivní), podle způsobu údržby. Některé staré sady mohou být i chráněny jako přírodní památky.
Zahradník, který pečuje o ovocný sad je podle odbornosti ovocnář, ovšem může být nazýván i sadařem. Sadařem často může být nazýván i drobný pěstitel ovoce, například zahrádkář. V současném moderním ovocnářství se termín sadařství nepoužívá. Obor lidské činnosti zabývající se péčí o sady se pak nazývá ovocnářství.

## Podoby a funkce sadů

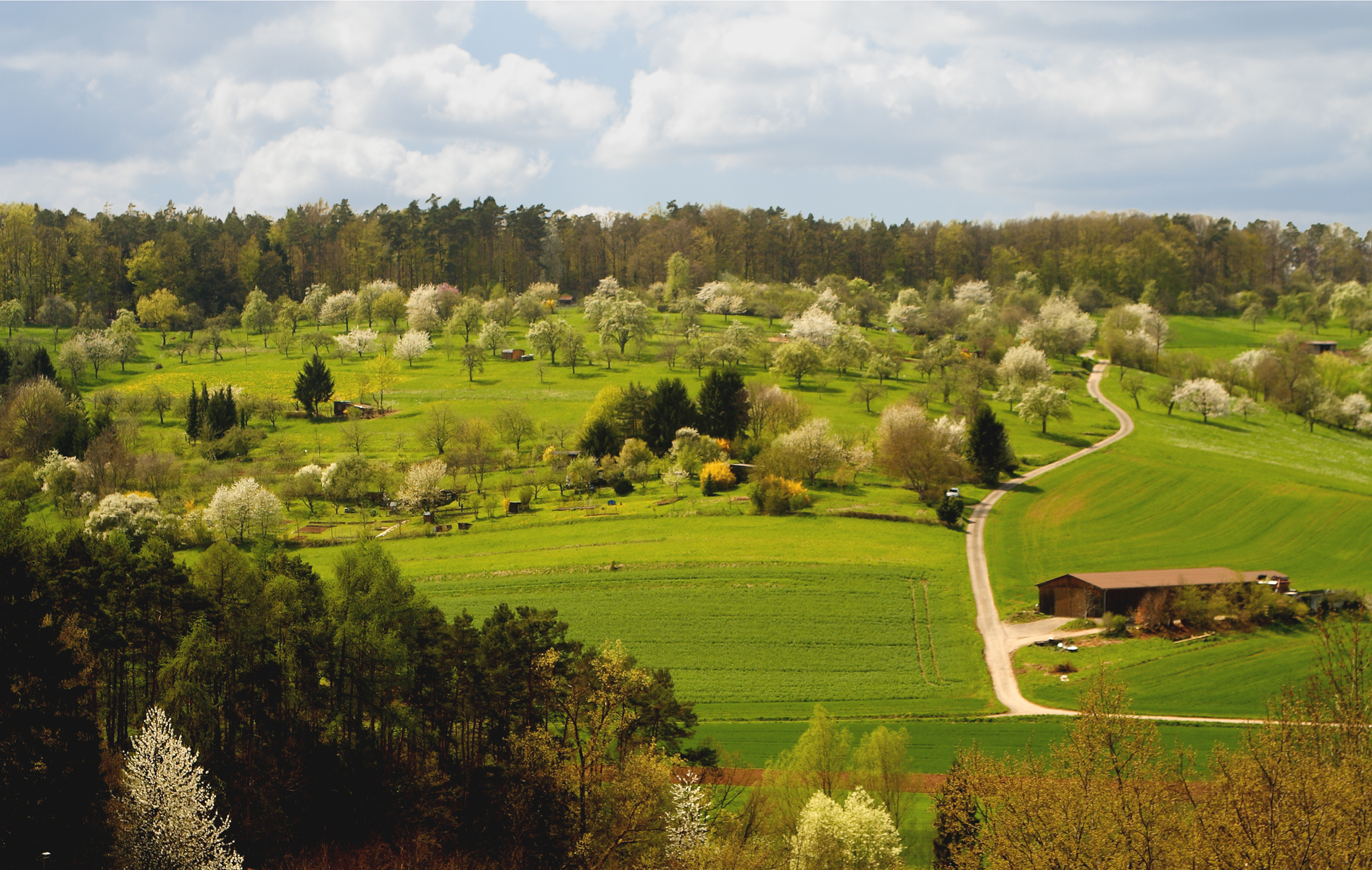
Extenzivní luční sad na kraji obce, Německo

Sad může být zaměřen na intenzivní, komerční produkci ovoce, zpravidla na velké ploše s využitím moderních, silně plodících odrůd na hustě zapěstovaných zákrscích a výraznou aplikací hnojiv, pesticidů apod. Naproti tomu sady extenzivní bývají vysokokmenné, často vysokověké, stromy jsou zde řidší, údržba spočívá pouze v kosení či pastvě a občasném průřezu. Obvyklé jsou zde staré a krajové odrůdy ovoce sklízené pro vlastní potřebu. Kromě ovoce míval takový sad také význam jako pastvina či louka kosená na seno, mohly tak existovat sady luční, pastevní, polní apod. V současné době je v extenzivních sadech kladen důraz i na další, mimoprodukční funkce sadu, například rekreační (zejména ve velkých městech), estetická a krajinotvorná, vzdělávací, sociální (např. v případě nově budovaných komunitních či obecních sadů) a v neposlední řadě též ekologická, protierozní a genetická (uchování genofondu starých krajových odrůd). Zachovalé staré sady mohou být turistickou atrakcí podporovanou naučnými stezkami a jejich produkty vyhledávaným lokálním artiklem, jako například mandloňové sady u Hustopečí na jižní Moravě či sady v Bílých Karpatech.

## Historie a současnost ovocných sadů v českých zemích

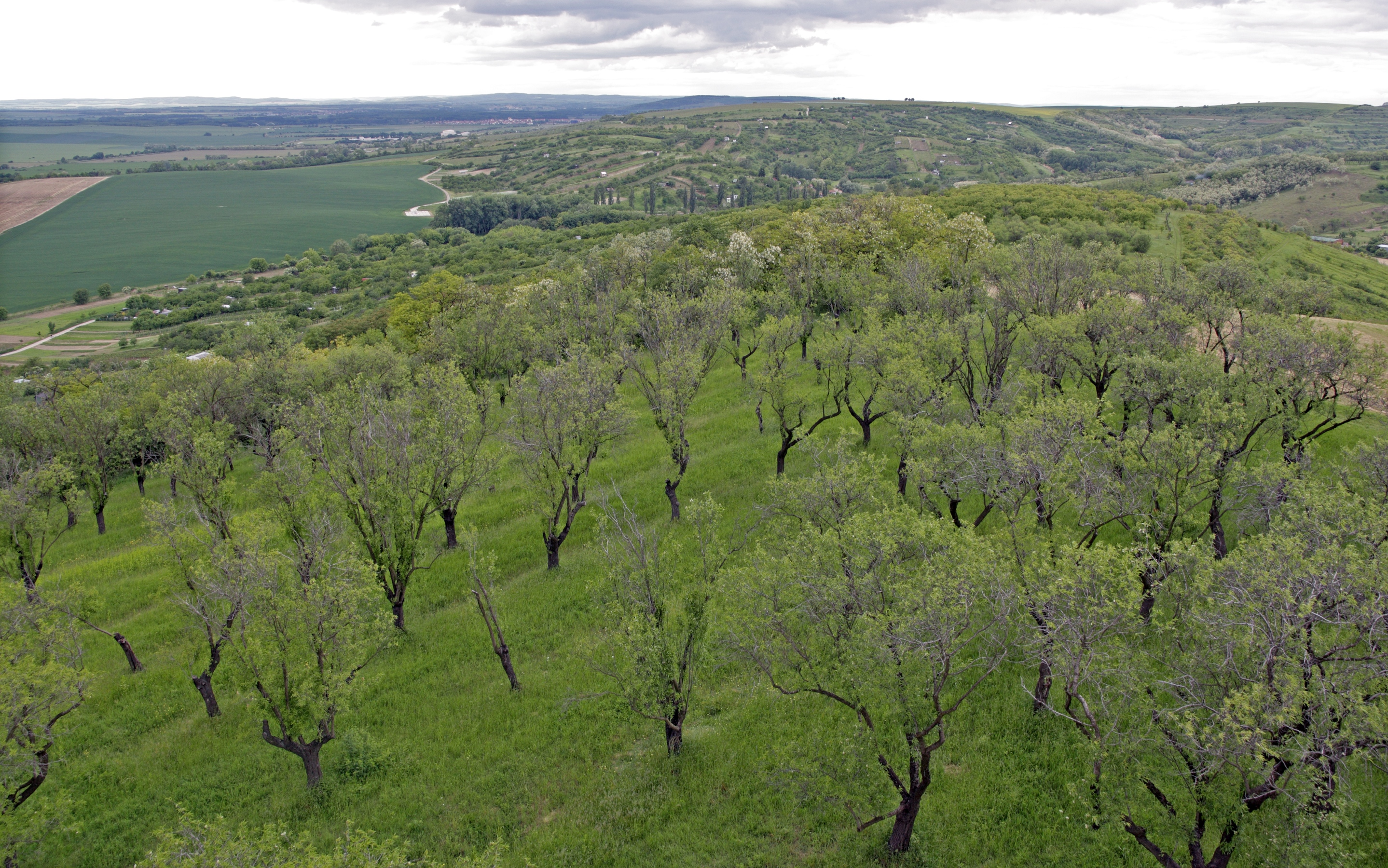
Mandloňové sady u Hustopečí na jižní Moravě

Historie sadovnictví v českých zemích se datuje nejméně do raného středověku, výrazně se rozšířilo v době renesance a později za osvícenské vlády Marie Terezie a Josefa II. Průmyslová revoluce přinesla tlak na intenzivnější využívání pozemků, naproti tomu bylo v 19. století vysázeno množství ovocných sadů na okrajích rozrůstajících se měst, které měly zásobit obyvatele ovocem. Likvidaci mnoha venkovských sadů přinesla doba kolektivizace zemědělství v 50.–70. letech, kdy byly vykáceny a společně s mezemi, remízky, cestami a dalšími krajinnými prvky rozorány a sceleny do velkých zemědělských lánů. Znovuoživení zájmu o extenzivní sady přichází počátkem 21. století spolu s rozvojem environmentálního myšlení obyvatel a módního návratu k tradičním formám hospodaření a samozásobitelství; mnohé staré sady jsou obnovovány a dosazovány, na čemž se podílí množství místních ekologických organizací a sousedských spolků, často za podpory grantových agentur. Trendem je rovněž zakládání ovocných alejí a „jedlých parků“.

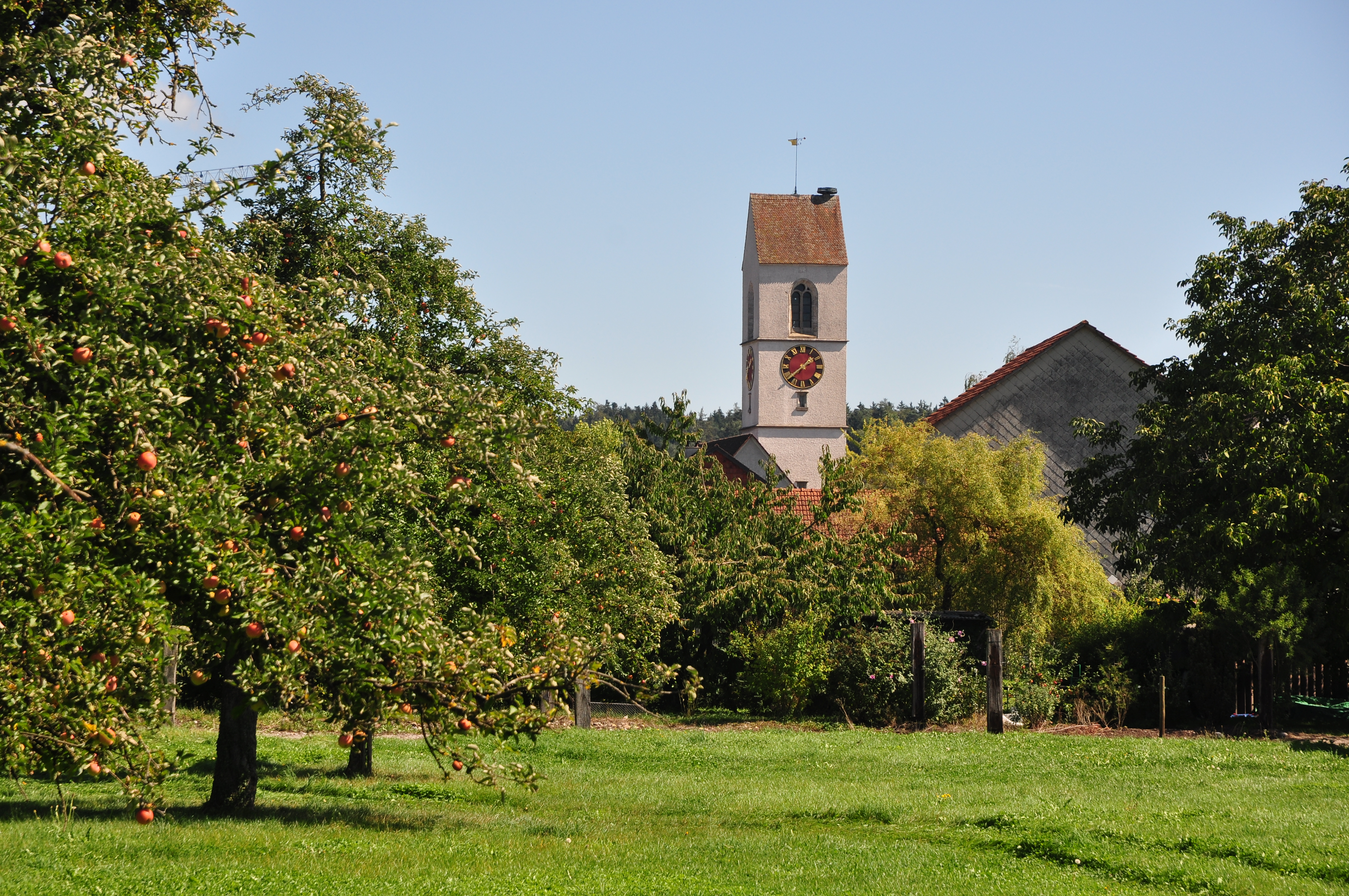
Sady jsou obvyklým koloritem venkovských sídel

## Ekologická funkce sadů v krajině
Vzrostlý, extenzivně obhospodařovávaný sad je na rozdíl od intenzivní sadovnické velkovýroby svébytným biotopem, který svou strukturou připomíná původní lesostep se střídáním rozvolněných dřevin a travních porostů. Může hostit celou řadu druhů mezofilních luk nebo suchých trávníků a lesostepních bylin, stejně jako lesních i lučních živočichů. Na odumírající a mrtvé dřevo starých stromů je vázána řada druhů hmyzu a hub. V dutinách doupných stromů hnízdí ptáci či drobní savci, netopýři či plazi. Opuštěné a neudržované sady zarůstají méně hodnotnou křovinnou nebo ruderální vegetací.